# Noémie
Ne doit pas être confondu avec Naomi.
Pour la procédure NOEMIE, voir Norme ouverte d'échange entre la maladie et les intervenants extérieurs.
Cette page présente le prénom Noémie ainsi que ses variantes.
Noémie est un prénom biblique féminin d'origine hébraïque. Il vient de l'hébreu Naomi (na`omî, naahma) qui signifie « aimable, agréable, gracieuse ».
Les Noémie se fêtent le 21 août.

## Occurrence
Dans son orthographe Naomi, il est très répandu dans les pays anglophones, ce prénom ayant été retrouvé dans la Bible par les Protestants et les Puritains Américains au XVIIe siècle.
Cependant, c'est sous la forme Noémie qu'il se répand en France. Il y est surtout utilisé depuis le début des années 1980, pour devenir un prénom courant depuis 1995.
Depuis 1940, 46 820 Noémie sont nées, c'est le 133e prénom le plus donné. L'année qui a vu naître le plus de Noémie est 1996.

## Variantes
- français : 
  - au féminin : Noémi, Naomi, Naomie, Noëmie, Noame,  Néomie, Noami et Noémia[2].
  - au masculin : Noam[2]
- anglais, portugais : 
  - au féminin : Naomi
  - au masculin : Noam
- allemand : Noemi, Naëmi, Naemi, Noomi, Nomi, Nomie
- suisse alémanique : Noëmi
- suédois : Naimi
- arabe : 
  - au féminin : Naama, Naïma
  - au masculin : Noham
- araméen : Na'ima
- espagnol :  Noemi, Nohemi (Mexique)
- arménien : Noyémie
- italien : Noemi

## Sainte et personnage biblique
Noémi ou Naomi est, dans la Bible, une femme de la tribu de Benjamin, plus précisément la femme d'Elimélek et la belle-mère de Ruth, qui se remaria avec Booz pour devenir l'arrière-grand-mère du roi David (Livre de Ruth, 1-4) ; fêtée le 21 août.
Elimélek, le mari de Noémi, mourut, et elle lui survécut avec ses deux fils. Ils prirent pour femmes des Moabites, l'une se nommait Orpa et l'autre Ruth. Ils demeurèrent là une dizaine d'années. Puis Mahlôn et Kilyôn moururent, tous deux aussi, et Noémi resta seule, privée de ses deux fils et de son mari. Alors, avec ses brus, elle se disposa à revenir des Champs de Moab, car elle avait appris dans les Champs de Moab que Dieu avait visité son peuple pour lui donner du pain. (...) C'est ainsi que Noémi revint, ayant avec elle sa belle-fille Ruth, la Moabite, celle qui était revenue des Champs de Moab. Elles arrivèrent à Bethléem au début de la moisson des orges (Rt 1, 3-6.22). 

## Autres personnalités portant ce prénom
- Noémie Dondel du Faouëdic est une femme de lettres du XIXe siècle ;
- Noémie Godin-Vigneau est une actrice canadienne ;
- Noémie de Lattre est une autrice, actrice, metteuse en scène et essayiste française ;
- Noémie Lenoir est une top-model et actrice française ;
- Noémie Orphelin est une actrice française spécialisée dans le doublage ;
- Noémie Lvovsky est une réalisatrice française.
- Pour l'ensemble des articles sur les personnes portant ce prénom, consulter :
  - la liste des articles dont le titre commence par ce prénom
  - les listes produites par Wikidata : Liste des personnes de prénom « Noémie » — même liste en incluant les éventuels prénoms composés qui contiennent « Noémie ».

## Personnalités portant le prénom Noémi
- Noémi Yelle est une actrice québécoise.
- Pour l'ensemble des articles sur les personnes portant ce prénom, consulter :
  - la liste des articles dont le titre commence par ce prénom
  - les listes produites par Wikidata : Liste des personnes de prénom « Noémi » — même liste en incluant les éventuels prénoms composés qui contiennent « Noémi ».

## Personnalités portant le prénom Noemi
- Noemi est une chanteuse italienne.
- Pour l'ensemble des articles sur les personnes portant ce prénom, consulter :
  - la liste des articles dont le titre commence par ce prénom
  - les listes produites par Wikidata : Liste des personnes de prénom « Noemi » — même liste en incluant les éventuels prénoms composés qui contiennent « Noemi ».